# Leotíquides I
Leotíquides I foi, possivelmente, um rei euripôntida de Esparta.
Este rei é mencionado por Heródoto como um ancestral de Leotíquides II, pois este seria filho de Menares, filho de Hegesilaos, filho de Hipocrátides, filho de Leotíquides I. Ainda segundo esta genealogia, Leotíquides I seria filho de Anaxilau, filho de Arquídamo I, filho de Anaxândrides I, filho de Teopompo. De todos estes personagens, os únicos que não reinaram em Esparta foram Menares e Hegesilaos.
Pausânias não menciona Leotíquides I na sua história dos reis euripôntidas de Esparta, mas, ao tratar da Segunda Guerra Messênia, em que se baseou no poema épico de Rhianus de Bene, menciona que Rhianos colocou Leotíquides I como rei de Esparta durante esta guerra, mas que este foi um erro do poeta.